# Марн (Огайо)
Марн (англ. Marne) — переписна місцевість (CDP) в США, в окрузі Лікінґ штату Огайо. Населення — 772 особи (2020).

## Географія
Марн розташований за координатами 40°4′27″ пн. ш. 82°18′12″ зх. д. / 40.07417° пн. ш. 82.30333° зх. д. (40.074110, -82.303335).  За даними Бюро перепису населення США в 2010 році переписна місцевість мала площу 2,29 км², з яких 2,29 км² — суходіл та 0,00 км² — водойми.

## Демографія
Згідно з переписом 2010 року, у переписній місцевості мешкали 783 особи в 289 домогосподарствах у складі 228 родин. Густота населення становила 341 особа/км².  Було 301 помешкання (131/км²).
Расовий склад населення:
| - 96,4 % — білих - 0,6 % — чорних або афроамериканців - 0,1 % — корінних американців - 0,1 % — азіатів |

До двох чи більше рас належало 2,7 %. Частка іспаномовних становила 2,2 % від усіх жителів.
За віковим діапазоном населення розподілялося таким чином: 24,6 % — особи молодші 18 років, 61,9 % — особи у віці 18—64 років, 13,5 % — особи у віці 65 років та старші. Медіана віку мешканця становила 39,4 року. На 100 осіб жіночої статі у переписній місцевості припадало 99,2 чоловіків;  на 100 жінок у віці від 18 років та старших — 96,7 чоловіків також старших 18 років.
Середній дохід на одне домашнє господарство  становив 78 023 долари США (медіана — 81 250), а середній дохід на одну сім'ю — 98 643 долари (медіана — 84 792). За межею бідності перебувало 10,3 % осіб, у тому числі 9,1 % дітей у віці до 18 років та 0,0 % осіб у віці 65 років та старших.
Цивільне працевлаштоване населення становило 332 особи. Основні галузі зайнятості: фінанси, страхування та нерухомість — 26,8 %, освіта, охорона здоров'я та соціальна допомога — 16,3 %, роздрібна торгівля — 16,0 %.